# Antônio de Assis Ribeiro
Antônio de Assis Ribeiro  SDB (ur. 26 lipca 1966 w Ourém) – brazylijski duchowny katolicki, biskup pomocniczy Belém do Pará w latach 2017–2024, biskup Macapá od 2025.

## Życiorys
17 czerwca 1995 otrzymał święcenia kapłańskie w zgromadzeniu salezjanów. Był m.in. dyrektorem zakonnej szkoły zawodowej w Belém, proboszczem kilku zakonnych parafii, radnym oraz wiceprzełożonym inspektorii.
28 czerwca 2017 papież Franciszek mianował go biskupem pomocniczym Belém do Pará nadając mu stolicę tytularną Babra. Sakry udzielił mu 2 września 2017 metropolita Belém - arcybiskup Alberto Taveira Corrêa.
18 grudnia 2024 papież Franciszek mianował go biskupem diecezjalnym Macapy.